# Mathias Herndl
Mathias Herndl (26. října 1816 – 11. července 1876) byl rakouský politik německé národnosti z Horních Rakous, během revolučního roku 1848 poslanec Říšského sněmu.

## Biografie
Roku 1849 se uvádí jako Mathias Herndl, obchodník v obci Grein.
Během revolučního roku 1848 se zapojil do veřejného dění. Ve volbách roku 1848 byl zvolen i na ústavodárný Říšský sněm. Zastupoval volební obvod Grein. Tehdy se uváděl coby obchodník. Náležel ke sněmovní levici.
Jeho švagrovou byla Anna Herndl, jejíž dobové vzpomínky na revoluci v roce 1848 a další události, vyšly roku 2014 tiskem. Další příbuzný, Franz Herndl, zasedal na Hornorakouském zemském sněmu.